# Rosa María López Alonso
Rosa María López Alonso, née le 28 mai 1960, est une femme politique espagnole membre du Parti socialiste ouvrier espagnol (PSOE).

## Biographie

### Vie privée
Elle est mariée et mère d'un fils.

### Activités politiques
Le 20 décembre 2015, elle est élue sénatrice pour Salamanque au Sénat et réélue en 2016. Elle est membre du groupe territorial des sénateurs socialistes de Castille-et-León.